# Adam Pszczółkowski
Adam Antoni Pszczółkowski (ur. 12 stycznia 1974 w Warszawie) – genealog, heraldyk, ekonomista, rolnik, specjalizujący się w badaniach nad szlachtą północnego Mazowsza, autor licznych opracowań, konsultant genealogiczny Związku Szlachty Polskiej, członek Sekcji Demografii Historycznej Komitetu Nauk Demograficznych PAN. W 2008 wyróżniony w konkursie Curiosa w archiwach państwowych.
Syn Stanisława i Hanny z Zienkiewiczów. Absolwent SGH w Warszawie (kierunek: finanse i bankowość).
W 2016 roku Adam Pszczółkowski został odznaczony Odznaką honorową „Zasłużony dla Kultury Polskiej”.

## Publikacje

### Publikacje książkowe
- Szlachta przasnyska w połowie XIX w. Szkice, Warszawa: Studio Wyd. Familia, 2000, ISBN 83-913753-1-5.
- Herbarz parafii Krzynowłoga Mała, położonej w powiecie przasnyskim, w ziemi ciechanowskiej, Nidzica: Wyd. Stowarzyszenie Rudzińskich h. Prus III, 2002.
- Gniazdo i krze – rodowody Chodkowskich, Chodkowo Wielkie: Wyd. Stowarzyszenie Rodów Chodkowskich, 2005, ISBN 83-921708-0-6.
- Dzieje rodu Borowych z ziemi ciechanowskiej wyd. Ród Borowych, Warszawa, 2009, ISBN 978-83-929361-0-7
- Powrót do korzeni – Rodowody Chodkowskich, Chodkowo Wielkie, 2013, ISBN 978-83-921708-1-5[6]

### Artykuły
- Herb z sąsiedniej kartki, Verbum Nobile, nr 13/14, 2000 – 2001;pełny tekst on-line
- Wokół "Pana Tadeusza", Verbum Nobile, nr 13/14, 2000 – 2001;
- Kazimierz M. Gutkowski, Rawicze Gutkowscy z Gutkowic (recenzja), Verbum Nobile, nr 15, 2003; ;
- Szlachta Mazowiecka, publikacja internetowa, Warszawa, 2004;
- Drobna szlachta w komunistycznej propagandzie – wybrane przykłady, Verbum Nobile, nr 16, 2007;
- Geneza nazw wsi drobnoszlacheckich w ziemi ciechanowskiej, [w:] Dziedzictwo kulturowe pogranicza. Drobna szlachta, Szkoła Główna Gospodarstwa Wiejskiego, Warszawa, 2007;
- Od drobnego rycerstwa do zaangażowanego ziemiaństwa. Trzy fazy rozwoju krza bogdańskiego rodu Rykowskich na tle lokalnego środowiska kulturowego, [w:] Aktywność kulturalno-oświatowa mazowieckich ziemian w XIX i XX wieku, Ciechanowskie Studia Muzealne, t. V, Ciechanów, 2007;
- Obrazki z życia konsultanta albo kilka uwag o fałszerstwach dokumentów..., Verbum Nobile, nr 17, 2008, s.47;
- Spis szlachty różańskiej, Verbum Nobile, nr 17, 2008, s.59;
- Struktura majątkowa i rozrodzenie szlachty ziemi ciechanowskiej w świetle regestru pogłównego z 1676 r., Herold, nr 12, Wrocław 2009, ISSN 0939-5954;
- Horror w zaścianku? Czyli o psychologii drobnej szlachty uwag garść [w:] Drobna szlachta dawniej i dziś, Muzeum Szlachty Mazowieckiej, Ciechanów 2009, s. 75-84;
- Gdy Krzynowłoga Mała była miastem, referat, Krzynica, nr 3 (12), 2010, s.9 pdf[7]
- O burgrabim płockim i pięknej Barbarze, czyli wokół „prehistorii” Bojanowskich [w:] Spuścizna duchowa i materialna mazowieckich ziemian XVIII-XX wieku, Muzeum Szlachty Mazowieckiej, Ciechanów 2011, s. 19-50;
- Szlachta ziemi ciechanowskiej w świetle taryfy podymnego z 1775 roku, Przeszłość Demograficzna Polski, nr 30, 2011, s. 25-52 ;
- Uwagi do artykułu "Gmina Przasnysz – zarys historii zagospodarowania" autorstwa Ryszarda Małowieckiego, Studia Mazowieckie 1-2, 2011, s. 127-136[8];
- Ludność parafii Krzynowłoga Mała po potopie szwedzkim w świetle podatków podymnego 1661 r. i pogłównego 1662 r., Przeszłość Demograficzna Polski, nr 31, 2012 ;
- Opinia w sprawie herbów członków Związku Szlachty Polskiej, Verbum Nobile, nr 18, 2013[9];
- O herbarzy pułapce i hrabiowskich fortelach albo migawki z genealogii Komorowskich, Verbum Nobile, nr 18, 2013[9];
- Ugoda w sprawie młyna w Kawieczynie z roku 1621, Krzynica, nr 1 (27), 2014, s.30 pdf;
- Wywody kanoników katedralnych płockich publikacja internetowa;
- Oleg Chorowiec, Herbarz szlachty wołyńskiej: tom I, Radom 2012, ss. 574; tom II, Radom 2013, ss. 577 (recenzja), Rocznik Lubelskiego Towarzystwa Genealogicznego, tom V, Lublin 2013 (2014), s. 306-313.
- Miasteczka szlacheckie w ziemi ciechanowskiej, [w:] Działalność społeczno-gospodarcza mazowieckich ziemian w okresie od XVIII do XX wieku, Muzeum Szlachty Mazowieckiej, Ciechanów 2014, s. 11-56.
- Parafia Stupsk w świetle spisów podatkowych (XVI-XVIII wiek), Ziemia Zawkrzeńska, tom XVIII, praca zbiorowa pod redakcją Ryszarda Juszkiewicza i Leszka Zygnera, s. 89-98.
- Bartłomiej Pszczółkowski pod Samosierrą?, Rocznik Przasnyski, tom I, Przasnysz 2014, s. 13-17.
- Składka publiczna obywateli powiatu nurskiego 1789 r., Rocznik Lubelskiego Towarzystwa Genealogicznego, tom VI, Lublin 2014 (2015), s. 279-305.
- Na tropie herbu Kopciów – przyczynek do heraldyki Wielkiego Księstwa Litewskiego, Verbum Nobile, nr 19, 2015, s. 38-45.
- Piotr Pszczółkowski – sługa radziwiłłowski, Verbum Nobile, nr 19, 2015, s. 136-145.
- Maciej Kazimierz Sarbiewski – historia prawdziwa. Goniec24.pl. [dostęp 2020-06-02]. (pol.).